# 江涛 (足球运动员)

江涛（1985年9月2日—2004年3月10日），是已故足球运动员，中国吉林人，曾在新加坡职业足球联赛的新麒足球俱乐部效力。

## 意外逝世
2004年3月10日，江涛在训练场上遭雷击而当场死亡，年仅18岁。江涛生前被认为是新麒队中最有天赋的球员之一，不料遭此横祸。这也是中国运动员中第一次发生因为雷击突然死亡的事件。2000年，前南斯拉夫拉德尼基足球俱乐部的伊万·科斯蒂奇也曾遭雷击死。